# Roman J. Israel, Esq.
Roman J. Israel, Esq. é um filme de drama estadunidense de 2017 dirigido e escrito por Dan Gilroy. Estrelado por Denzel Washington, Colin Farrell, Carmen Ejogo, Amari Cheatom, Amanda Warren e Nazneen Contractor, estreou no Festival Internacional de Cinema de Toronto em 10 de setembro de 2017.

## Elenco
- Denzel Washington - Roman J. Israel
- Colin Farrell - George Pierce
- Carmen Ejogo - Maya Alston
- Amari Cheatom - Carter Johnson
- DeRon Horton - Derrell Ellerbee
- Amanda Warren - Lynn Jackson
- Nazneen Contractor - Melina Nassour
- Shelley Hennig - Olivia Reed
- Joseph David-Jones - Marcus Jones
- Andrew T. Lee - James Lee